# Burgundština (germánský jazyk)
Burgundština je mrtvý východogermánský jazyk, kterým hovořil germánský kmen Burgundů, původně sídlící u Baltského moře. Od konce 5. století se používala v jihovýchodní Galii, mrtvým jazykem se pravděpodobně stala kolem roku 700.

## Příklady

### Číslovky
| Burgundsky | Česky |
| aina       | jeden |
| twai       | dva   |
| þrī        | tři   |
| för        | čtyři |
| fimf       | pět   |
| seis       | šest  |
| sibun      | sedm  |
| ahtau      | osm   |
| niun       | devět |
| taihun     | deset |